# Атиас, Ариэль
Ариэль Атиас (ивр. אריאל אטיאס‎; род. 13 ноября 1970 года, Тель-Авив, Израиль) — израильский политик, депутат кнессета (17, 18 , 19 созывы) от партии «ШАС», бывший министр связи Израиля (2006—2009) и министр строительства Израиля (2009—2013).

## Биография
Ариэль Атиас родился 13 ноября 1970 года в Тель-Авиве. В 2006 году он был впервые избран в кнессет (17 созыв). В правительстве Эхуда Ольмерта он получил пост министра связи Израиля.
В 2009 году был переизбран в кнессет 18-го созыва, в правительстве Биньямина Нетаньяху получил пост министра строительства.
Атиас женат, имеет четверых детей, живёт в Иерусалиме